# Hastings (Nouvelle-Zélande)
Pour les articles homonymes, voir Hastings.
Hastings (/ˈheɪstɪŋz/, en maori de Nouvelle-Zélande : Heretaunga) est une ville de la région de Hawke's Bay, sur l'île du Nord de la Nouvelle-Zélande. Elle est le siège du Conseil du district de Hastings. Située à moins de 20 kilomètres de Napier, toutes les deux sont souvent appelées les Twin Cities ou Bay Cities (« villes jumelles » ou « ville de la baie »). Leur population totale est de 119 600 habitants, comparable à celle de Dunedin sur l'île du Sud.

## Histoire
En 1867 les Maori de la région louent environ 70 km2 dans les plaines d'Heretaunga, à Thomas Tanner, qui essaie d'acheter ces terres depuis 1864. En 1870 douze personnes (appelées « les douze apôtres »), forment un syndicat pour acheter les terres pour environ £1 10s par acre (soit GB£371 par kilomètre carré).

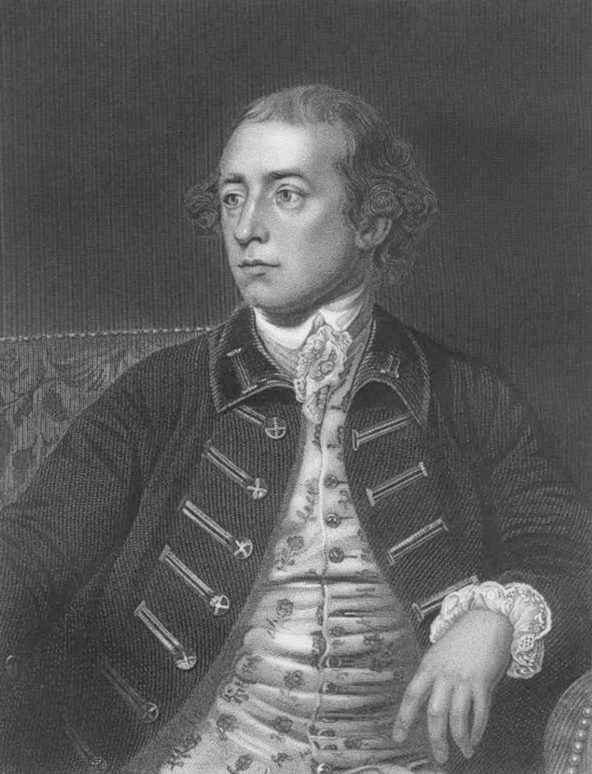
Portrait de Warren Hastings

Certains habitants de Hastings croient que le nom de la ville était d'abord Hicksville, en honneur de Francis Hicks, qui acheta de Thomas Tanner 100 acres (0,40 km2) de terre où se situe aujourd'hui le centre-ville de Hastings. Cette histoire est apocryphe ; le nom originel de ce qui est aujourd'hui le centre-ville est Karamu. En 1871 le gouvernement en place décide de faire passer une ligne ferroviaire par Karamu, alors en terres appartenant à Hicks. C'est Charles Weber, ingénieur en chef de la province et chef du projet de la ligne ferroviaire, qui décide du tracé de la ligne. Karamu est renommé Hastings en 1873, mais l'identité de celui ayant choisi le nom est inconnue. Tanner dit que c'était lui, à l'époque inspiré par sa lecture sur le procès fait à Warren Hastings. En tout cas, le nom allait bien avec ceux des autres villes proches (Napier, Havelock et Clive), nommés en honneur de figures importantes de l'histoire de l'Inde britannique. Le premier train fera le trajet de Napier à Hastings en 1874.
L'économie de la petite ville voit une amélioration quand Edward Newbigin y installe une brasserie en 1881. L'année suivante il y a 195 propriétaires de terres en ville. Les vignobles et l'agriculture (avec des cultures de fruits) sont les premières industries présentes à Hastings.
Avec 600 habitants, Hastings est déclaré borough le 20 octobre 1886.
En 1918 près de 300 habitants meurent de la grippe espagnole. L'électricité est introduite l'année suivante.
Le tremblement de terre de Hawke's Bay du 3 février 1931 y fait 93 victimes et détruit ou fait de grands dégâts à tous les bâtiments de la ville.
En 1954 Hastings est la première ville de Nouvelle-Zélande à introduire la fluoration de l'eau. Le but de l'expérience était de comparer les effets du fluorure sur les dents à Hastings avec la ville de Napier (à eau sans fluoration). Elle est critiquée pour sa méthodologie et ses résultats et reste controversée.
Le district de Hastings est créé en 1989 à la suite de la fusion de la ville de Hastings avec  Havelock North (en),  Waimarama et  Clive.

## Géographie

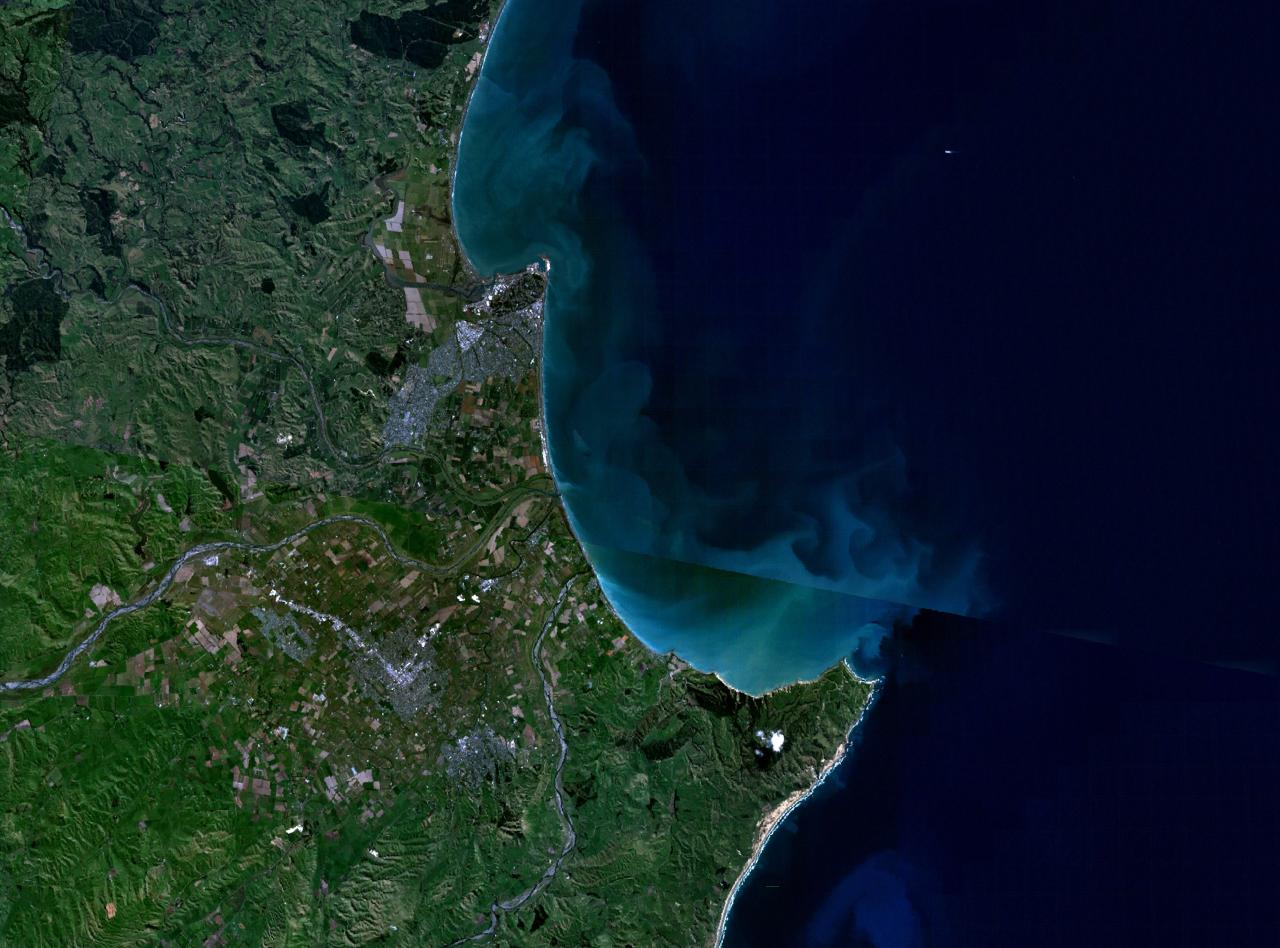
Photo satellite du sud de Hawke's Bay ; Napier et Hastings y sont visibles

Située sur les fertiles des plaines d'Heretaunga, Hastings est plutôt plat, avec peu de points de repère naturels à part quelques petites rivières et ruisseaux qui coulent dans les banlieues. La région aux alentours est dévouée à l'agriculture et abrite de nombreuses fermes, vignobles et vergers. Il y a des usines de transformation d'aliments et des conserveries. Le miel est également un produit local connu.

### Climat

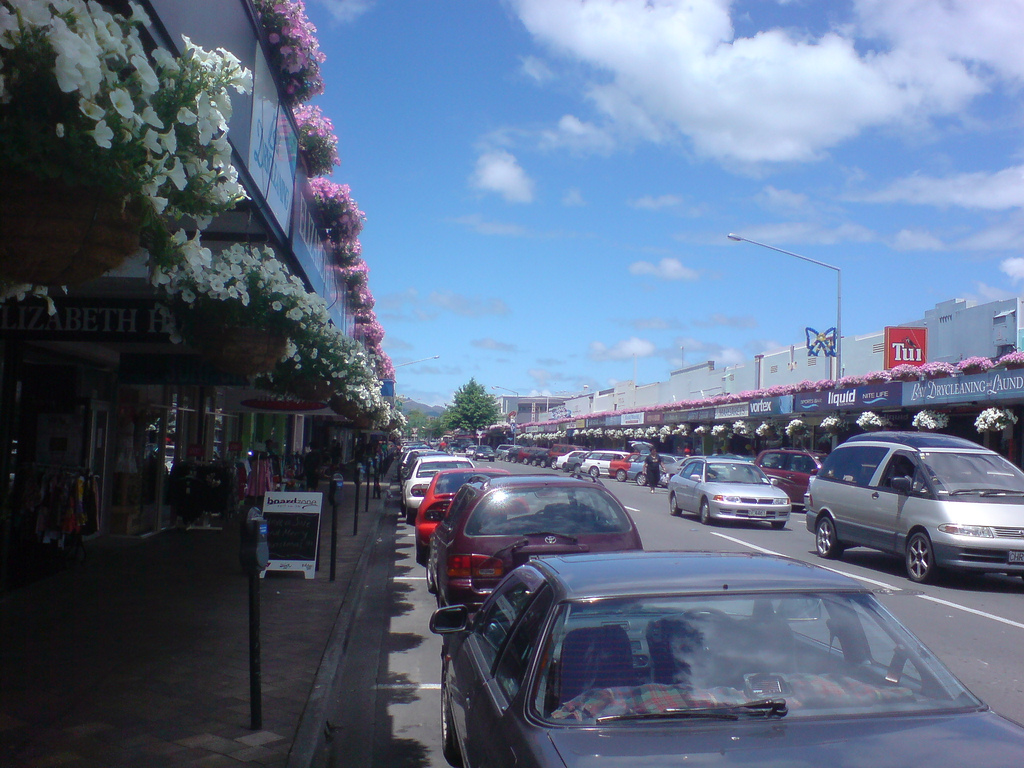
Heretaunga Street, un jour ensoleillé

Le climat de Hastings est méditerranéen, avec plus de 2 200 heures de soleil par an et une moyenne de précipitations de moins de 800 mm. C'est l'une des villes les plus chaudes du pays, avec une moyenne de température maximum de 26 °C en janvier. Étant situé à 15 km de la mer, le vent influe peu sur le climat de la ville ; en été il est courant de voir la température monter au-dessus de 30 °C. En hiver la moyenne de température maximum est de 17 °C ; on voit parfois le mercure monter au-dessus de 20 °C quand le vent vient du nord-ouest. Le peu de précipitations fait que la région voie la sécheresse en été. On voit occasionnellement des orages à Hastings, qui apportent de la pluie et parfois de la grêle (qui peut faire des dommages sur les vergers des alentours).

## Éducation
- St John's College, fondé en 1941 par les maristes. Il y avait 381 élèves en 2019 [5]

## Jumelage
Guilin (Chine)

## Personnalités
- Bruce Robertson (1952-2023), joueur de rugby néo-zélandais.
- Paul Martin S.M. (né en 1967), évêque de Christchurch